# رفيع الشأن بهادر
الشَّاهزَادَه رَفيعُ الشَّأن بَهادُر (بالفارسية: شاهزاده رفیع‌الشأن بهادر) (1671م - 29 آذار 1712م) المعروف اختصارًا بِـ«رفيع الشأن»، هو الابن الثَّالث للسُّلطان بهادُر شاه الأوُّل، سُلطان دولة المغول الهنديَّة. ووالد لثلاثة من السَّلاطين اللَّاحقين وهم شمس الدِّين رفيع الدَّرجات وشاه جهان الثَّاني وجهانكير الثَّاني.